# Handelsblatt Media Group
Die Handelsblatt Media Group GmbH & Co. KG, bis zum 31. Dezember 2017 Verlagsgruppe Handelsblatt GmbH & Co. KG, ist ein deutsches Medienunternehmen mit Sitz in Düsseldorf, das zur DvH Medien gehört. Sie ist spezialisiert auf Wirtschafts- und Finanzjournalismus und gibt das Handelsblatt und die Wirtschaftswoche heraus. Ihre Geschäftsführerin ist Andrea Wasmuth.

## Geschichte

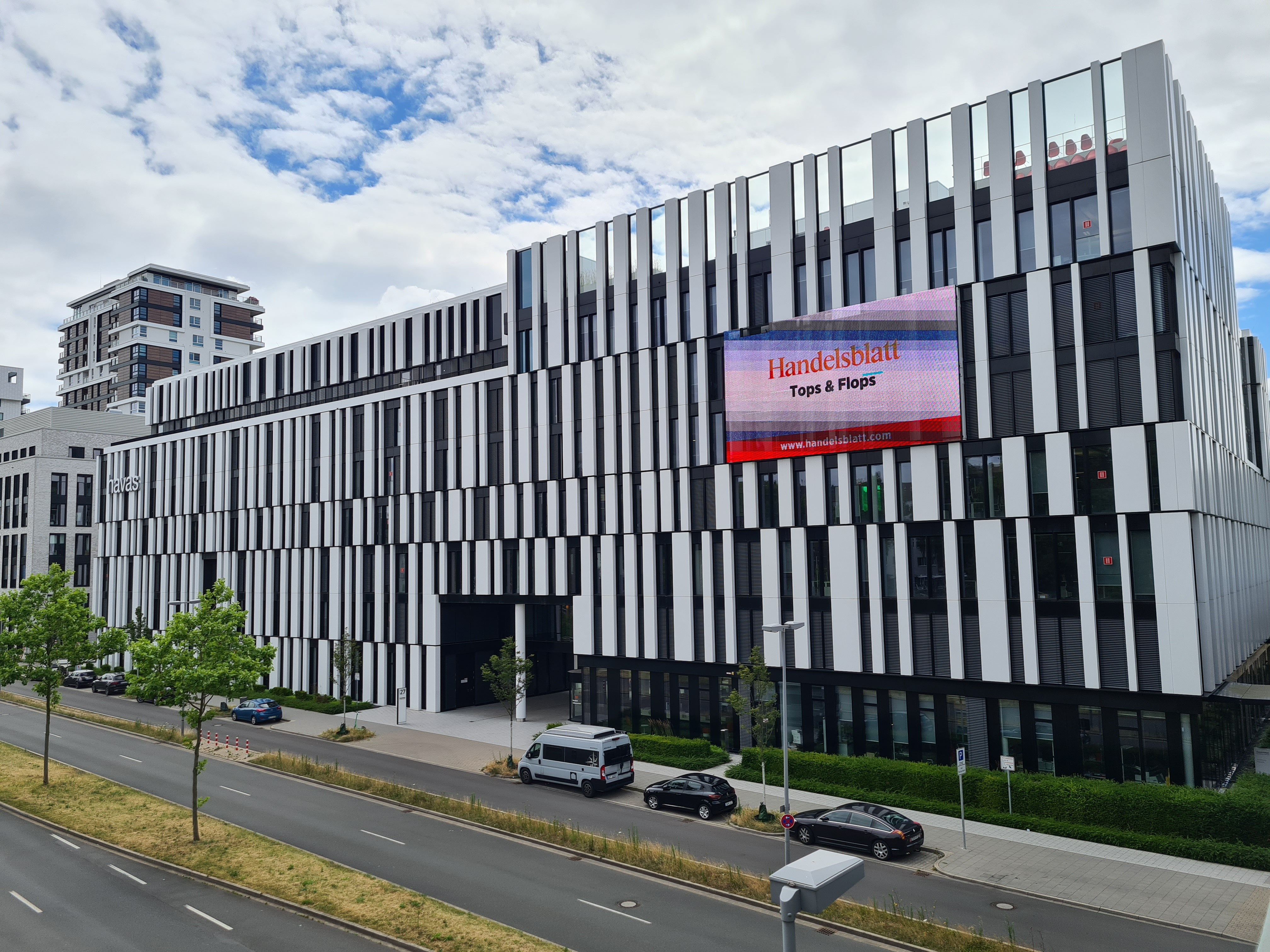
Sitz der Handelsblatt Media Group an der Toulouser Allee 27 in Düsseldorf

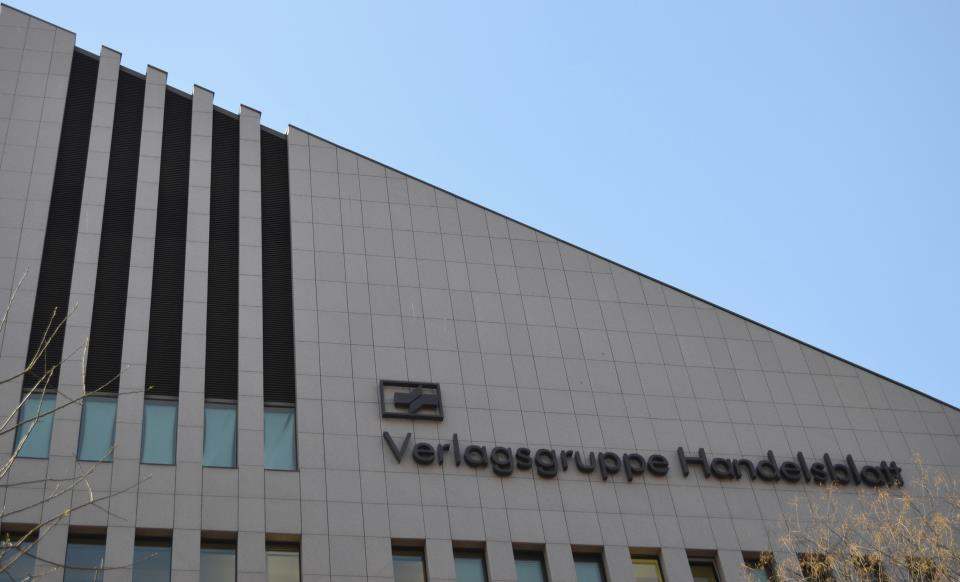
Ehemaliges Verlagsgebäude

1946 erschien die erste Ausgabe des Handelsblatts. Die ersten Jahrzehnte der Handelsblatt GmbH waren geprägt durch die Entwicklung der Zeitung, die ab 1949 dreimal pro Woche und ab 1959 börsentäglich erschien.
Neben der Zeitung wurden mehr und mehr Fachzeitschriften entwickelt: Zu der Zeitschrift Der Betrieb, deren erste Ausgabe im Januar 1948 veröffentlicht wurde, kamen in den 50er Jahren zahlreiche weitere Fachtitel hinzu. 1958 erschien die erste Ausgabe der Marketingzeitschrift Absatzwirtschaft.
1969 nahm Handelsblatt-Gründungschefredakteur Friedrich Vogel den Stuttgarter Verleger Georg von Holtzbrinck als Partner auf. 1970 wurde der Konkurrent Industriekurier übernommen. 1974 stieg der Verlag mit dem Kauf der Wirtschaftswoche ins Magazingeschäft ein und baute es durch den Zukauf weiterer Fachzeitschriften weiter aus. Hinzu kamen der Kauf und Verkauf verschiedener Verlagsbeteiligungen im In- und Ausland.
1984 erfolgte mit Genios der Einstieg in die elektronischen Medien. Ab 1987 erschien das monatliche Magazin Junge Karriere, das 2009 eingestellt wurde. 1988 startete die Georg von Holtzbrinck-Schule für Wirtschaftsjournalisten.
1991 wurde aus der Handelsblatt GmbH die Verlagsgruppe Handelsblatt GmbH. Ab 1996 präsentierten die Handelsblatt News am Abend im Format DIN A4 die bis zum Redaktionsschluss um 14 Uhr gesammelten Informationen über Politik, Wirtschaft und Börse. Ab Mitte der 90er Jahre gingen, beginnend mit Handelsblatt und Wirtschaftswoche, zahlreiche Objekte des Verlags mit ihrem Informationsangebot in das Internet. Die Digitalaktivitäten wurden über die Jahre weiter ausgebaut und bildeten neben Print das zweite wichtige Geschäftsfeld.
Zum 1. Juni 2009 übernahm die von Dieter von Holtzbrinck neu gegründete DvH Medien die Verlagsgruppe Handelsblatt. 2011 wurde die kostenpflichtige App Handelsblatt First gestartet, die 2013 durch die ebenfalls kostenpflichtige App Handelsblatt Live ersetzt wurde. 2016 wurde zusätzlich die kostenpflichtige App Handelsblatt 10 veröffentlicht und 2018 wurden die beiden Apps im Rahmen der Einführung einer neuen Paid-Content-Strategie zugunsten der regulären Handelsblatt App eingestellt.
Zum 1. April 2013 wurde das Medienportal Meedia übernommen, das zum 1. Februar 2019 an Busch Glatz weiterverkauft wurde.
Im September 2014 wurde mit der Handelsblatt Global Edition eine kostenpflichtige englischsprachige Digitalausgabe der Zeitung gestartet. Zum Ende des Jahres 2018 wurde sie in das kostenlose Handelsblatt Today umgewandelt, das Ende Februar 2019 eingestellt wurde.
Am 28. Oktober 2015 wurde mit Orange ein digitaler Ableger des Handelsblatts mit einer jungen Zielgruppe gestartet.
Zum 1. Januar 2016 wurde der 1988 erworbene Anteil in Höhe von 40 Prozent am VDI Verlag an den Verein Deutscher Ingenieure verkauft. Beim VDI Verlag erscheinen unter anderem die VDI nachrichten.
Im Januar 2016 bündelte das Unternehmen seine Corporate-Publishing-Aktivitäten unter dem Dach der Planet C GmbH, die im Februar 2019 auch die Zeitschrift Absatzwirtschaft übernahm. Im Juni 2020 wurden Planet C und der Vermarkter Solutions zur Solutions by Handelsblatt Media Group GmbH zusammengelegt.
Im Oktober 2017 erwarb die Verlagsgruppe Handelsblatt von Informa 81 Prozent der Anteile am Konferenzveranstalter Euroforum. Die restlichen Anteile verblieben bei Informa.
Am 8. September 2017 wurde die erste Ausgabe der Elektromobilitäts-Zeitschrift Edison veröffentlicht, die zum 1. Oktober 2019 im Rahmen eines Management-Buy-outs vom Chefredakteur Franz Rother übernommen wurde.
Am 1. Januar 2018 wurde die Verlagsgruppe Handelsblatt in Handelsblatt Media Group umbenannt und zog von der Kasernenstraße in die Toulouser Allee.
Im Juni 2018 wurde die digitale Weiterbildungsinitiative ada gestartet. Zum 1. November 2020 wurde ada in die ada Learning GmbH ausgegliedert, an der die Handelsblatt Media Group sowie Miriam Meckel, Verena Pausder und Léa Steinacker mit jeweils 50 Prozent beteiligt sind.
Im Februar 2019 wurde der Abbau von 20 bis 30 Arbeitsplätzen angekündigt und im Oktober 2020 der Abbau von 60 bis 80 Arbeitsplätzen.
Zum 1. Januar 2021 wurde der Großteil der Handelsblatt Fachmedien GmbH, darunter die Zeitschriften Der Betrieb, Der Aufsichtsrat und Wirtschaft und Wettbewerb, an den Verlag Dr. Otto Schmidt verkauft und der Bereich Change Management von der Solutions by Handelsblatt Media Group GmbH übernommen.

## Auszeichnungen
- 2012: Handelsblatt-Redakteure Martin Buchenau, Jürgen Flauger und Sönke Iwersen erhalten den Wächterpreis der deutschen Tagespresse für ihre Berichterstattung über die EnBW-Übernahme der baden-württembergischen Landesregierung.
- 2013: Wirtschaftswoche-Redakteurin Annina Reimann erhält Ludwig-Erhard-Preis für Wirtschaftspublizistik.[27]
- 2015: Handelsblatt-Redakteure Sönke Iwersen und Jan Keuchel erhalten den Wächterpreis der deutschen Tagespresse.[27]
- 2016: Das Handelsblatt wird für seine Flüchtlings-Sonderausgabe mit dem Theodor-Wolff-Preis ausgezeichnet.
- 2016: Das Handelsblatt ist laut 2016: Das GPRA-Vertrauensindex das vertrauenswürdigste Medium Deutschlands, die Wirtschaftswoche das vertrauenswürdigste Magazin.
- 2017: Sönke Iwersen erhält den Kurt-Tucholsky-Preis für literarische Publizistik für seine Reportage über Edward Snowdens Flucht nach Russland.
- 2017: Das Handelsblatt wird zu Europas Zeitung des Jahres gekürt und mit dem European Newspaper Award ausgezeichnet.